# Jay Hart
Jay Robert Hart é um diretor de arte americano. Ao lado de Jeannine Oppewall, foi indicado ao Oscar 1998 na categoria de Melhor Direção de Arte por L.A. Confidential (1997) e Pleasantville (1998). Seguidamente, foi ganhador do Óscar 2019, ao lado de Hannah Beachler, na categoria de Melhor Direção de Arte por Black Panther (2018).